# Список твітів з найбільшою кількістю лайків

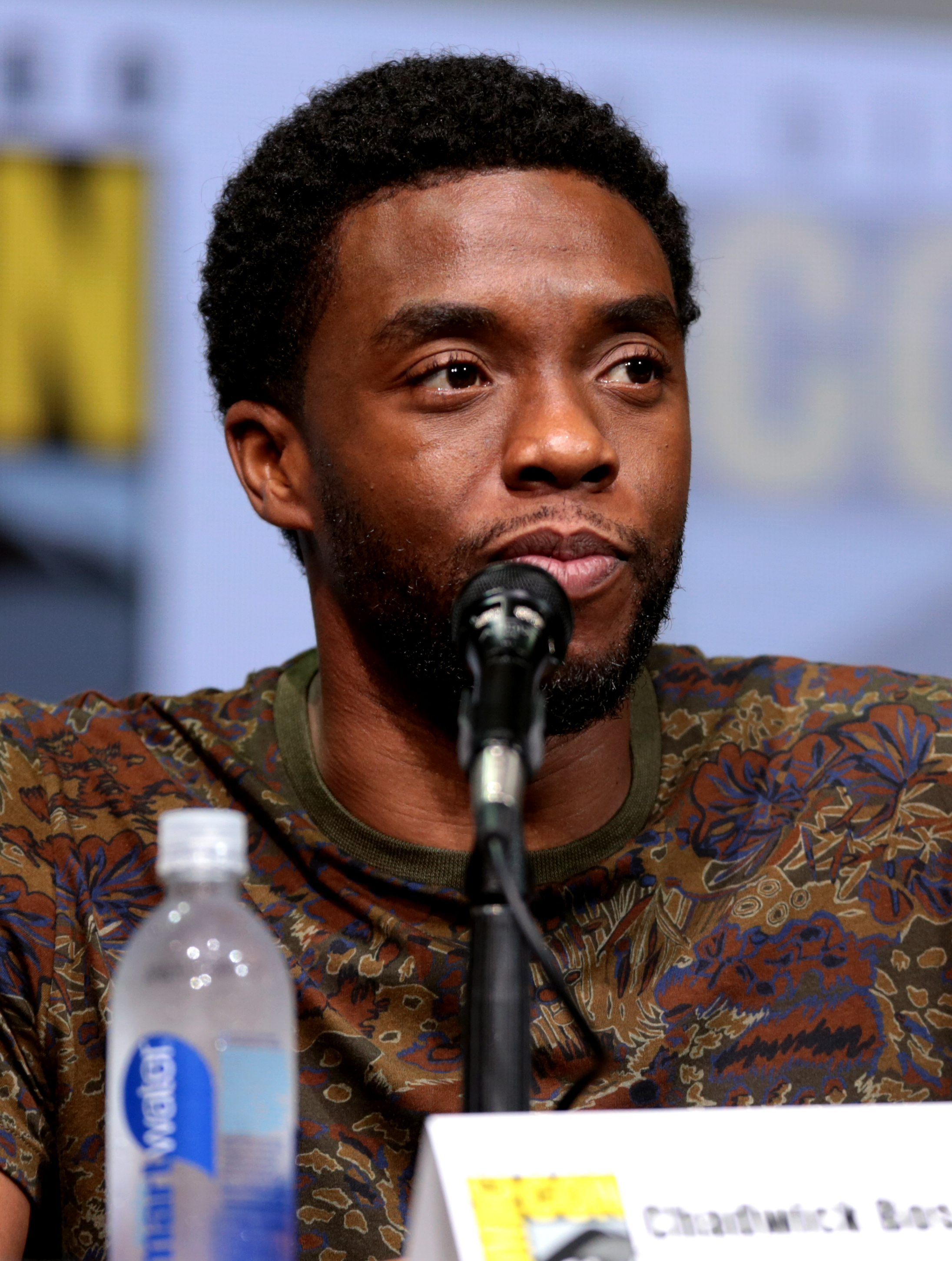
Найбільше вподобань набрав твіт американського актора Чедвіка Боузмана, який повідомив про його смерть у 2020 році.

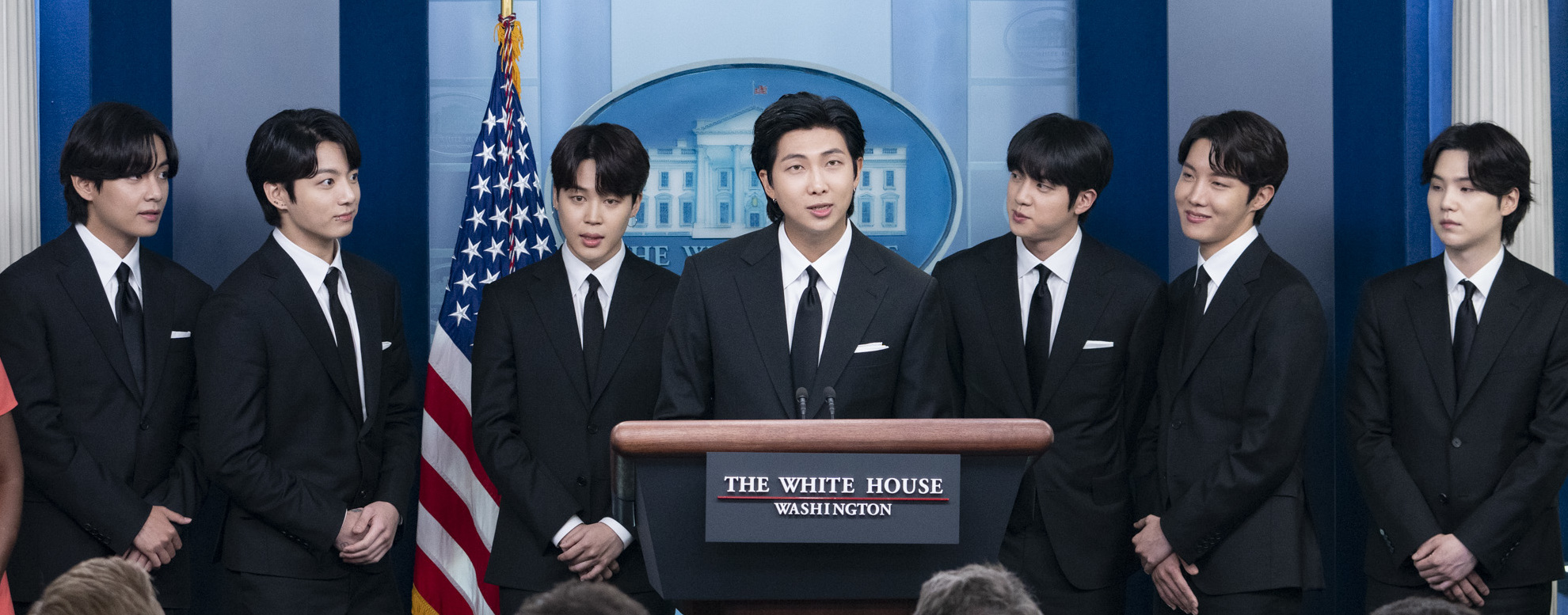
Учасники південнокорейського музичного гурту BTS опублікували 17 із 30 твітів з найбільшою кількістю вподобань.

Цей список містить 30 твітів із найбільшою кількістю вподобань у соціальній мережі Твіттер. Твіттер не надає повного офіційного списку, але новини та ЗМІ часто висвітлюють цю тему. Станом на лютий 2023 року твіт з найбільшою кількістю лайків має понад 7 мільйонів вподобань і був опублікований обліковим записом американського актора Чедвіка Боузмана. Цей твіт повідомляв про смерть актора від раку. П'ять акаунтів мають більше одного з найбільш вподобаних твітів у топ-30: південнокорейський гурт BTS має 17, а колишній президент США Барак Обама, нинішній президент США Джо Байден, бізнес-магнат Ілон Маск та еко-активістка Ґрета Тунберг мають по два.

## Топ 30
У поданій нижче таблиці наведено 30 найпопулярніших постів у Твіттері, акаунти, які опублікували ці твіти, загальну кількість вподобань, заокруглену до сотень тисяч, і дату початкового твіту. Твіти, які мають однакову кількість лайків, перераховуються в порядку дати, причому останній твіт займає найвище місце. Примітки містять деталі щодо твіту.
| Місце | Твіт | Ким опубліковано                        | Вподобання (мільйони) | Дата публікація   | Контекст |
| ----- | --- | --------------------------------------- | --------------------- | ----------------- | --- |
| 1     | [It is with immeasurable grief that we confirm the passing of Chadwick Boseman. Chadwick was diagnosed with stage III colon cancer in 2016, and battled with it these last 4 years as it progressed to stage IV… ]                                                               | Сім'я Чедвіка Боузмана @chadwickboseman | 7.0                   | 28 серпня 2020    | Твіт повідомив про смерть Чедвіка Боузмана. Американський актор помер через ускладнення після колоректального раку, який йому діагностували за 4 роки до того: діагноз публічно оголосили лише після його смерті. Твіт набрав найбільшу кількість вподобань в історії Твіттера за 24 години після публікації та був найбільш уподобаним твітом 2020 року. |
| 2     | Next I'm buying Coca-Cola to put the cocaine back in | Ілон Маск @elonmusk                     | 4.7                   | 27 квітня 2020    | Після придбання Твіттера за 44 мільярди доларів через кілька днів Ілон Маск жартома оголосив, що придбає і Кока-Колу, щоб повернути кокаїн до її рецепту. |
| 3     | «No one is born hating another person because of the color of his skin or his background or his religion…» | Барак Обама @BarackObama                | 4.0                   | 12 серпня 2017    | У цьому твіті колишній президент США Барак Обама процитував уривок з автобіографії Нельсона Мандели «Довгий шлях до свободи» у відповідь на напад у Шарлотсвіллі 2017 року.На супровідному знімку, зробленому в 2011 році колишнім фотографом Білого дому Пітом Соузою, Обама відвідує дитячий садок у Бетесді, штат Меріленд. Чотири дні потому Твіттер публічно підтвердив, що цей пост отримав найбільше вподобань на платформі за всю історію: на момент оголошення він набрав понад 3,3 мільйона вподобань. Публікація перевершила твіт про Манчестер попередньої рекордсменки Аріани Ґранде за 15 серпня 2017 року, котрий досяг 2,7 мільйона вподобань через три дні після публікації. |
| 4     | yes, please do enlighten me. email me at smalldickenergy@getalife.com | Ґрета Тунберг @GretaThunberg            | 3.9                   | 28 грудня 2022    | Шведська екологічна активістка Ґрета Тунберг написала цей твіт у відповідь Ендрю Тейту, що опублікував твіт, у якому кепкував з неї, використовуючи тему автомобільних викидів. |
| 5     | It's a new day in America. | Джо Байден @JoeBiden                    | 3.8                   | 20 січня 2021     | Джо Байден опублікував цей твіт у день своєї інавгурації як 46-го президента США. Згідно з річним оглядом Твіттера даний твіт став найбільш уподобаним у 2021 році. |
| 6     | Kobe was a legend on the court and just getting started in what would have been just as meaningful a second act. To lose Gianna is even more heartbreaking to us as parents. Michelle and I send love and prayers to Vanessa and the entire Bryant family on an unthinkable day. | Барак Обама @BarackObama                | 3.6                   | 26 січня 2020     | Барак Обама написав цей твіт як данину американському баскетболісту Кобі Браянту після новини про його та його доньки Джанни загибель у гелікоптерній аварії. Згідно з річним оглядом Твіттера цей твіт був другим найбільш уподобаним постом у 2020 році. |
| 7     | this is what happens when you don't recycle your pizza boxes | Ґрета Тунберг @GretaThunberg            | 3.5                   | 30 грудня 2022    | Після арешту Ендрю Тейта в Румунії з'явилися згодом розвінчані чутки про те, що Тейта заарештували через те, що на відео, яке він опублікував, глузуючи над Тунберг, була коробка від піци з румунської піцерії, що вказувало на те, що він у країні. |
| 8     | Congratulations to the Astronauts that left Earth today. Good choice | Енді Мілонакіс @andymilonakis           | 3.4                   | 30 травня 2020    | Американський комік Енді Мілонакіс опублікував цей твіт у відповідь на запускCrew Dragon Demo-2 компанією SpaceX 30 травня 2020 року протягом пандемії COVID-19 та протести через убивство Джорджа Флойда. |
| 9     | I hope that even my worst critics remain on Twitter, because that is what free speech means | Ілон Маск @elonmusk                     | 3.1                   | 25 квітня 2022    | Мільярдер Ілон Маск опублікував цей твіт перед тим, як рада директорів Твіттера одноголосно прийняла його угоду про викуп. |
| 10    | hello literally everyone | Твіттер @Twitter                        | 3.1                   | 4 жовтня 2021     | Твіттер опублікував цей твіт у день, коли платформи соціальних мереж, якими володіє Meta Platforms, зокрема Facebook, Instagramта WhatsApp, постраждали від масового відключення. |
| 11    | 😙 | Чонґук @BTS_twt                         | 3.1                   | 24 січня 2021     | Учасник BTS Чонґук опублікував селфі зі своїм свіжопофарбованим світлим волоссям. Твіт перевищив 1 мільйон вподобань за 58 хвилин. Згідно з річним оглядом Твіттера цей твіт став другим постом з найбільшою кількістю вподобань у 2021 році. |
| 12    | Never Not 💜 | Чонґук @BTS_twt                         | 3.1                   | 3 травня 2020     | Відео, на якому учасник BTS Чонґук співає «Never Not» американського співака Лаува. Твіт набрав 1 мільйон вподобань менш ніж за 2 години, також ставши найшвидшим відео, яке перевищило 1 мільйон переглядів у 2020 році. |
| 13    | 💘 @Harry_Styles 💝 | Джей-Хоуп @BTS_twt                      | 3.0                   | 20 листопада 2021 | Учасник BTS Хосок опублікував відео, на якому він разом з Чіміном, Техьоном та Чонґуком відвідав концерт Гаррі Стайлса. |
| 14    | 아미 보고 싶다 ㅜ | Чонґук @BTS_twt                         | 3.0                   | 11 квітня 2021    | Учасник BTS Чонґук опублікував селфі з підписом «ARMY, сумую за вами». |
| 15    | We did it, @JoeBiden. | Камала Гарріс @KamalaHarris             | 3.0                   | 7 листопада 2020  | Камала Гарріс опублікувала відео, на якому вона по телефону вітала новообраного президента Джо Байдена після того, як вони перемогли на президентських виборах у США у 2020 році. |
| 16    | America, I'm honored that you have chosen me to lead our great country. The work ahead of us will be hard, but I promise you this: I will be a President for all Americans — whether you voted for me or not. I will keep the faith that you have placed in me.                  | Джо Байден @JoeBiden                    | 3.0                   | 7 листопада 2020  | Перший твіт Джо Байдена після перемоги над Дональдом Трампом на президентських виборах у США 2020 року. Він набрав понад 1 мільйон вподобань менш ніж за 30 хвилин після публікації. |
| 17    | Hey guys, wanna feel old? I'm 40. You're welcome. | Маколей Калкін @IncredibleCulk          | 3.0                   | 26 серпня 2020    | Американський актор Маколей Калкін, найбільш знаний за роллю Кевіна МакКалістера з фільмів «Сам удома» та «Сам удома 2», опублікував цей твіт через день після свого сорокового дня народження. Задуманий як жарт, щоб «змусити людей почуватися старими», твіт викликав тисячі шокованих відповідей від шанувальників, багато з яких досі сприймали Калкіна як персонажа цих фільмів. |
| 18    | Hi Army😊 | V @BTS_twt                              | 3.0                   | 16 серпня 2020    | Учасник BTS V опублікував кілька селфі з-за лаштунків фотосесії. У грудні 2020 року Твіттер повідомив, що цей пост став найбільш уподобаним твітом, пов'язаним з кей-попом, та найпопулярнішим твітом BTS за даний рік. |
| 19    | Love U💜 | Джей-Хоуп @BTS_twt                      | 2.9                   | 24 листопада 2021 | |
| 20    | focus on army💜 | Чонґук @BTS_twt                         | 2.9                   | 22 листопада 2021 | |
| 21    | 연습 연습 연습!!! #JK | Чонґук @BTS_twt                         | 2.9                   | 29 травня 2021    | |
| 22    | 셀프 염색 :) #JJK | Чонґук @BTS_twt                         | 2.9                   | 24 лютого 2021    | Учасник BTS Чонґук опублікував селфі з пофарбованим у синій колір волоссям. |
| 23    | 정국이 생일축하해요이? | V @BTS_twt                              | 2.9                   | 1 вересня 2020    | Учасник BTS V опублікував відео, на якому привітав Чонґука з його 23-ім днем народження. |
| 24    | 👍 | V @BTS_twt                              | 2.8                   | 20 вересня 2021   | |
| 25    | 다녀오겠습니다😊 #JIMIN #꾸기 | Чімін @BTS_twt                          | 2.8                   | 18 вересня 2021   | |
| 26    | It's coming. @coldplay | BTS @BTS_twt                            | 2.8                   | 14 вересня 2021   | |
| 27    | 💜💜 | V @BTS_twt                              | 2.8                   | 25 червня 2021    | |
| 28    | 💜 x7 | BTS @BTS_twt                            | 2.8                   | 1 червня 2021     | BTS опублікували два групові селфі святкування дебюту їхнього синглу «Butter» на 1-ій сходинці чарту Billboard Hot 100 — це був третій дебют гурту на першій сходинці та четверта пісня на верхівці чарту загалом. |
| 29    | Savage Love 🎶 #SavageLoveRemix | Чонґук @BTS_twt                         | 2.8                   | 8 жовтня 2020     | Відео, на якому учасник BTS Чонґук співає ремікс BTS на пісню «Savage Love (Laxed — Siren Beat)» новозеландського музичного продюсера Jawsh 685 та американського співака Джейсона Деруло. |
| 30    | This is just… #우리아미상받았네 | BTS @BTS_twt                            | 2.8                   | 8 вересня 2020    | BTS опублікували відео зі святкуванням гурту з нагоди новини про те, що їхній останній сингл «Dynamite», випущений 21 серпня 2020 року, втримався на першій сходинці Billboard Hot 100 другий тиждень поспіль. |